# Jogging

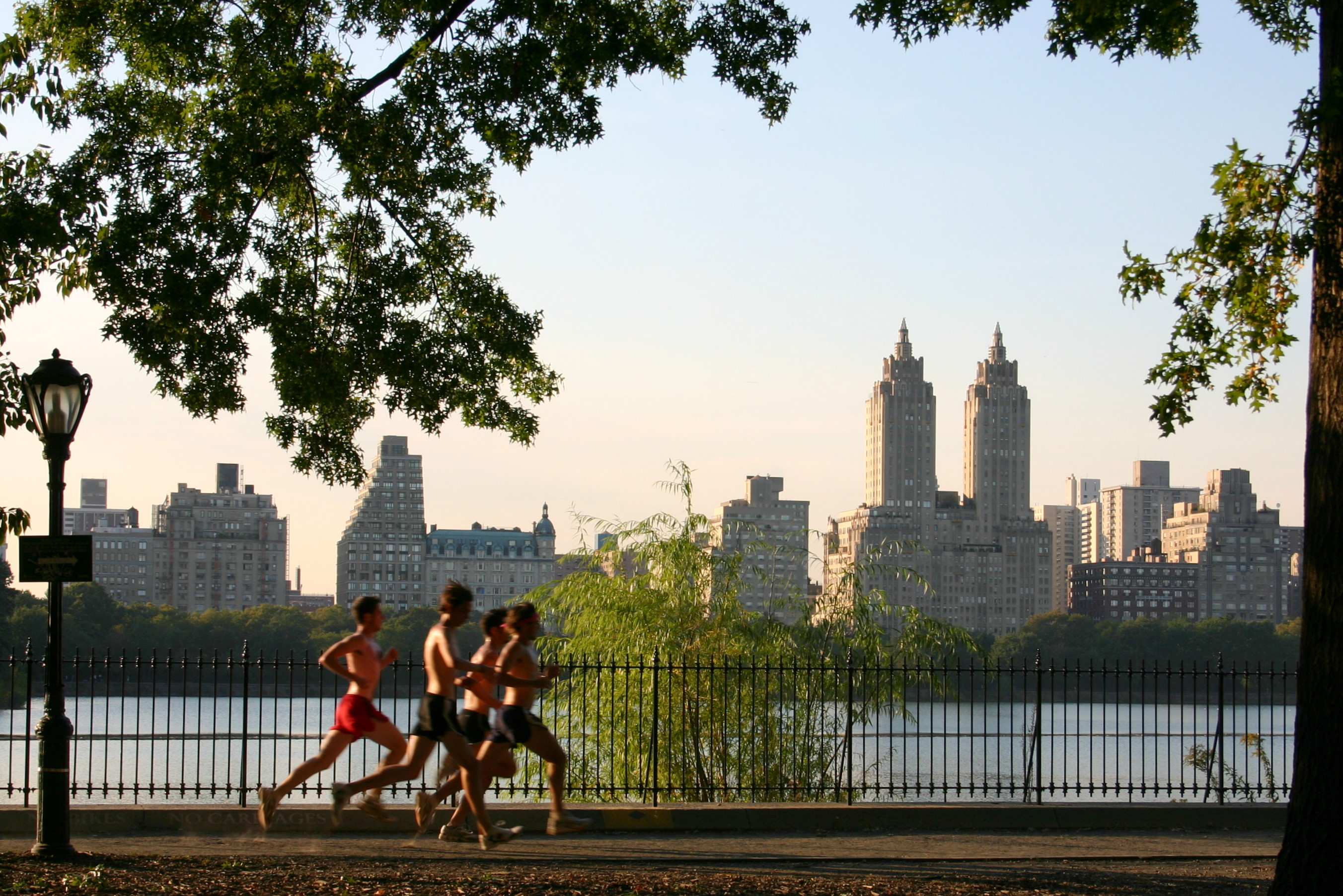
Jogging w Central Parku (Nowy Jork)

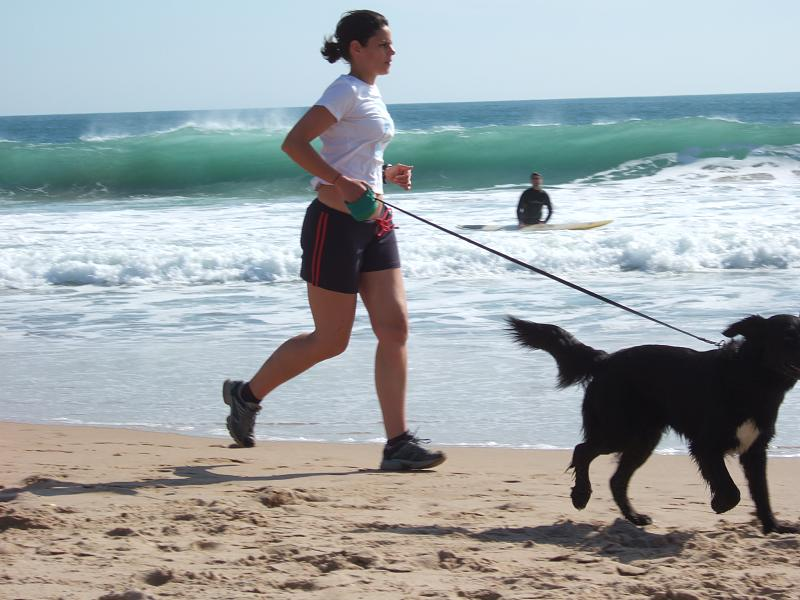
Jogging z psem na plaży Carcavelos

Jogging (z ang. jogging) – trucht, przebieżka, bieg w wolnym tempie, zwykle:
- na świeżym powietrzu;
- z prędkością 7-9 km/h;
- celem utrzymania i/lub poprawy kondycji fizycznej bez forsownego wysiłku.

Jest częścią zdrowego stylu życia. Może służyć jako rozgrzewka przed bardziej intensywną aktywnością sportową.
Według badań przeprowadzonych przez Stanford University School of Medicine, jogging jest skuteczny w zwiększaniu ludzkiej żywotności i zmniejszaniu efektu starzenia, z korzyścią dla układu sercowo-naczyniowego. Jest przydatny do zwalczania otyłości i zachowania zdrowia.